# 希腊市镇
市镇（羅馬化：dímos）是希腊的基层行政单位。2021年时，希腊共有332个市镇。这些市镇再分为1036个市区（δημοτική ενότητα），再下分为6136个社区（κοινότητες）。每一个市镇属于希腊的74个专区之一，而每个专区则属于希腊的13个大区之一。

## 市镇改革
在1997年希腊地方政府卡波季斯第亚斯改革方案之前希腊共有5775个市镇。改革后市镇数量降为1033个。2011年卡利克拉提斯改革方案之后市镇数量再降为325个。这次改革中被废除的州份的部分职责转交至市镇。2019年克里斯提尼改革方案之后市镇数量上升至332个。

## 市镇下的区划
在卡利克拉提斯改革方案中很多新市镇是由多个旧市镇合并而成的。这些新市镇再下分为市区（δημοτική ενότητα，直译是“市镇的组成单位”），每个市区的范围和名字与旧市镇相同。市区还可以根据人口数量的多少再下分为市辖社区（δημοτικές κοινότητες）或地方社区（τοπικές κοινότητες）。但自2019年克里斯提尼改革方案之后统称为社区（κοινότητα）。最后社区可以由多个聚居地组成（οικισμός），如村庄、城市或其他聚居地。
市镇的行政中心可能是一个城市/城镇或一个村庄。2011年卡利克拉提斯改革方案之后一个市镇内可能有多个城市或城镇。

## 市镇行政及职权
市镇的行政权由市长（δήμαρχος）来掌握，市长领导市议会（δημοτικό συμβούλιο）。两者都是每五年（之前为四年）由选举产生。市议会的决定由市政府（εκτελεστική επιτροπή δήμου）来执行。
市镇的职权包括土地规划、建筑许可、社会保障、医疗、教育和交通设施等。

## 市镇名称
市镇官方名称为“某某市镇”，如“阿伊亚市镇”（Δήμος Αγιάς），但日常中经常使用简称，如“阿伊亚”（Αγιά）。市镇的名字通常与其行政中心的名字相同，但不总是这样。一些市镇的名字采用其行政中心之外的聚居地名字。而有些市镇的名字不是其范围内的任何聚居地或地理位置的名字。有几个市镇的名字则以著名人物的名字来命名的（如乔治斯·卡赖斯卡基斯市镇和尼古劳斯·斯库法斯市镇）。有些市镇则采用合并前各市镇名连在一起的复合名，如新菲拉泽尔菲亚-新哈尔基宗。